# Милан Обреновић (кнез)
Милан Милошевић Обреновић II (Крагујевац, 19. октобар 1819 — Београд, 8. јул 1839), у савременој историји кнез Милан, био је кнез Србије током 26 дана, у периоду од 13. јуна до 8. јула (1. јуна - 25. јуна) 1839. године. Био је пето дете и други син кнеза Милоша и кнегиње Љубице, и старији брат будућег кнеза Михаила.
Пре његовог рођења су његови родитељи имали четири деце, сина Петра, и ћерке Петрију, Савку и Ану, али су Петар и Ана преминули као деца. Кнез Милош није био веран супруг, и сходно томе је имао много љубавница, а било је и гласина да кнегиња Љубица не може више да рађа децу, што је Милошу представљало проблем јер није имао мушког наследника. Једну Милошеву љубавницу је Љубица упуцала, због чега је Милош хтео да се освети, али је одустао од тога када је сазнао да је Љубица трудна. Испоставило се да је она носила његовог сина Милана.
Од рођења је био јако болешљив, као и деца његовог стрица Јована, Обрен и Савка. Родитељи су га лечили на све тада доступне начине и у Србији и иностранству, међутим били су ограничени лошим познавањем медицине у Србији, и недостатком дипломираних лекара. Заједно са млађим братом Михаилом и још 13 других момака је похађао Велику школу у Београду, на чијем челу је био Димитрије Исаиловић, који је поред тога њему и брату био лични учитељ за немачки и француски језик. После годину дана је школа премештена у главни град Крагујевац. Услед недовољно пружене пажње од стране Државног савета, недостатка књига и образовних средстава, настава је тамо текла врло лоше и неорганизовано, па је Вук Караџић у свом чувеном писму од априла 1832. прекорио кнеза Милоша што своје синове и виђеније ученике није послао у иностранство, попут Пажевског корпуса у Петрограду. Такође је записао у својим коментарима тог писма да се Милан понашао врло покварено, да је претио батинама или казном ако га неко не послуша, и да није имао поштовања ни за чиновнике ни за старије.
Када је напунио 11 година, његов отац је одабран за наследног кнеза, па је Милан званично постао престолонаследник. Током младости је представљао своје родитеље на свадби својих сестри од стрица Јелене и Симке, крстио је Милана Симића, сина Алексе Симића, по себи, крстио је ћерку Аврама Петронијевића и командовао је једном јединицом током прославе доделе турског одликовања кнезу Милошу. Преживео је један јак напад болести крајем 1834, а његова сестра од стрица Анка је у свом дневнику написала да се код њега јављала и нека појава неурозе. Заједно са млађим братом Михаилом је крајем 1838. отишао на пут у иностранство, на коме се почетком 1839. поново тешко разболео, и морао је да се лечи у Темишвару.
Јуна 1839. је његов отац поднео оставку на место кнеза, наводећи болест као разлог, чиме се Милан нашао на челу државе. Док се у историјским списима и радовима често наводило да је Милан био превише болестан да би знао да је постао кнез, службене новине кнежевине Србије наводе да је сваки присутни званичник Милошеве абдикације лично отишао да честита Милану што је постао кнез, а и радови историчара су наводили додатне чињенице које показују да је био свестан да је постао кнез. Од туберкулозе је преминуо само 25 дана по ступању на власт, чиме је постао владар са најкраћим стажом у српској историји. Сахрањен је у старој цркви Светог Марка у Београду. После његове смрти је стигао берат од турског султана Махмуда II који је потврдио Миланову владавину, али као изборног, а не наследног кнеза, што је узроковало кризу и недоумицу око тога ко треба да га наследи на челу Србије. Напослетку га је наследио малолетни брат Михаило, уместо кога је до његовог пунолетства владало Намесништво, ког су чинили његов стриц Јеврем, Аврам Петронијевић и Тома Вучић Перишић.
Приликом Мајског преврата су отворили Миланову гробницу како би тамо сахранили краља Александра и краљицу Драгу, али су услед недовољног места њих сместили у Анкину гробницу. Сви они су после Априлског рата премештени у нову цркву Светог Марка. У савременој Србији је Милан Обреновић остао релативно заборављен услед врло кратке владавине и живота, и углавном га је засенио познатији краљ Милан Обреновић, или стриц војвода Милан.

## Детињство
Рођен је 19. (7) октобра 1819. у тадашњој престоници Крагујевцу. Његови родитељи кнез Милош и кнегиња Љубица су пре њега имали четворо деце, од којих до његовог рођења детињство преживеле само Петрија и Савка. Кнез Милош није имао мушког наследника након што му је прво дете и син Петар преминуо 1814. у Кабларској пећини, а пошто није био веран супруг, имао је известан број љубавница поред брака са Љубицом. Једна од познатијих љубавница је била и извесна Петрија, која је Милошу родила и ћерку Велику. На Милоша је околина почела и да врши притисак да ожени Петрију и да се разиђе са Љубицом, јер се између осталог сматрало и да Љубица не може више да има децу, а ни Милош ни његова браћа нису имали мушке наследнике, осим Христифора Обреновића, сина њиховог полубрата по мајци војводе Милана, који је живео у Русији. Љубица је упуцала Петрију, и од мужа се склонила код родбине. Кнез Милош је био врло погођен тим догађајем, али се умирио када је сазнао да је Љубица трудна, испоставиће се са Миланом.
Родио се у Милошевом конаку, у тадашњој престоници Крагујевцу. Име је добио по свом стрицу војводи Милану Обреновићу, старијем брату по мајци његовог оца и двоје стричева, Јована и Јеврема. По једној причи, Милосав Ресавац је поводом Милановог рођења послао његовим родитељима колевку од чистог сребра. Кум на крштењу му је био будући митрополит београдски Мелентије, који је касније крстио и његовог брата Михаила. Према Димитрију Давидовићу, родитељи, сродници и њему блиску су га звали Миљцо, а такође и Мања.
Од детињства је био болешљив. Пошто су здравствени услови у Србији тада били јако лоши, према писању доктора Емериха Линденмајера грозница се у народу јављала врло често, и јако је дуго трајала јер се није ничим лечила. Поред њега, деца његовог стрица Јована, Обрен и Савка, такође су често обољевала од грознице, и напослетку су у детињству и преминули. Од одраслих Обреновића, Јеврем се врло често разбољевао од последица боравка у Кули Небојши. Појмови о болести и лечењу су били врло примитивни, па су се у складу са тиме болести лечиле онако како је неко на основу искуства или неког благог знања сматрао да треба. Ради илустрације, кад се у Крагујевцу лета 1823. јавила срдобоља, Милосав Здравковић је кнезу Милошу предлагао да Милана запоји мокраћом од јарца, а ради здраве исхране му је пратио четири лубенице и млади кукуруз. Кнез Милош и његова браћа су једни другима слали хећиме како би се постарали за здравствене тегобе њих и своје деце. Хећими су били врста народних лекара који су кроз породицу научили преко неких искустава како да лече болести, често користећи смесе неких биљака ради лечења. Миланов стриц Јован је кнезу Милошу 15. јуна 1825. ради лечења послао једног турског хећима, који је лечио његовог сина Обрена, а касније му је послао и једног другог хећима из Ужица. Повремено су због Миланове болести тражени и неки ученији лекари, па је Милош 30. марта 1823. писао земунском генералу Червенки да у Крагујевац пошаље доктора Минаса, који је напослетку дошао у Београд, где је Љубица одвела Милана да га лечи. Покушавали су да га излече и у иностранству, па је једном Милан послат у Темишвар, где је провео целу зиму, да би после неуспешног лечења отишао у Варадин код неког лекара за кога се причало да је искусан. Касније су кнез Милош и његова браћа ангажовали и учене стране лекаре, попут Вита Ромите и Бартоломеа Куниберта, и домаћих лекара попут Јована Стејића, чије је школовање у иностранству платио Јеврем Обреновић.
Имао је 4 година када му се родио млађи брат Михаило, а две године касније се мајка са њима двојицом преселила у њихов конак у Пожаревцу, где су живели одвојено од кнеза Милоша, који је остао у Крагујевцу. Када је имао непуних 8 година у Пожаревцу је 4. јуна (23. маја) 1827. крстио Милана Симића, сина Алексе Симића, и том приликом му је дао своје име Милан. У овом двору их је отац посећивао за велике празнике, попут Божића, Ускрса и Мале госпојине, и крсну славу Свети Никола. Кнез Милош је 1826. поред конака изградио мању двоспратну кућу за Милана и Михаила, где су они боравили и учили школу. Поред овог мањег конака се налазила зграда за канцеларију и боравак кнежевих секретара и писара, а наспрам Милошевог конака, у истом дворишту, године 1827. изграђен је и конак за кнегињу Љубицу. Њихов конак у Пожаревцу се налазио на месту данашње главне Поште, према Стадиону малих спортова (двориште Политехничке школе), а због лошег материјала и изградње је срушен 1844. Конак Милановог рођеног стрица Јована, Господар Јованов конак у Чачку, који постоји и данас, копија је Пожаревачког конака. О стању Пожаревачког конака је пред његово рушење 1844. наведено да је тако посрнуо, "да се више у њему седети скоро никако не може и судећи да би добро било, да се он растури, пак сва јапија дебела која се у њему нашла буде, на грађење апсане обрати...".

## Образовање
У Србији за време ране владавине Милоша Обреновића је било врло мало организованих школа. Приликом своје посети Србији 1820, Вук Стефановић Караџић је предлагао кнезу да отвори Велику Школу, коју би похађали младићи од 15 до 20 година који нешто знају да пишу и читају, и где би учили географију, статистику, мало напреднију математику, физику, српску граматику и томе слично, али та идеја није заживела код кнеза. Седмогодишњи Милан и његов млађи брат трогодишњи Михаило, започели су 1826. тек основану Дворску школу, која се налазила у близини њиховог конака у Пожаревцу. Учитељи су им били: Алекса Поповски, Димитрије Исаиловић, Ђорђе Зорић, Аврам Гашпаровић, Димитрије Давидовић, и један грчки учитељ Георгије Захаријадес. Један хроничар је записао да су њих двојица брижљиво учили и напредовали у наукама, и да су редовно полагали полугодишње и годишње испите у присуству њихових родитеља Милоша и Љубице.
Десет година након што је Вук Караџић писао кнезу Милошу о идеји за отварање школе вишег образовања, на инсистирање Вука Караџића је 1830. у Београду отворена Велика школа, са Димитријем Исаиловићем као директором. Исаиловић је до тада био професор учитељске школе у Сомбору у Аустрији, а као директор Велике школе у Београду је имао плату од 3.500 гроша (350 талира). Милан је са својим братом Михаилом и још 13 других ученика похађао ту школу, која је 1833. премештена у главни град Крагујевац. Међутим сама школа је јако слабо радила. Рад школе у првих пар година није ни контролисан, нити су имали неки организовани програм, већ се Исаиловић сам сналазио око тога. Поред тога, Исаиловићу је главно задужење било да Милана и Михаила научи немачким и француским језиком, а управљање школом му је било споредно занимање, тако да се прва година постојања Велике школе завршила неуспехом. Школа је имала проблема и са родитељима других ученика. Цветко Рајовић је пријављивао да родитељи нису хтели да шаљу децу у школу из страха да се "не преуче". Пошто су књиге допремане из Аустрије, није их било ни у довољним количинама, а нису ни долазиле на време, а није било ни мапа, глобуса или физичких апарата. Један столар Јован је направио шестар и таблу, па су учитељи на њој цртали глобус на коме су им показивали меридијане, екватор, и географске појмове. Један ученик те школе је рекао да су они тамо учени као папагаји, односно да су све радили скоро напамет.
У овом периоду је са Миланом и Михаилом живео и Филип Христић. Њега је митрополит Мелентије по жељи његовог оца спремао за свештенички позив, преузео је старање о њему после очеве смрти, и око 1830. га је преселио близу Љубичиног конака у Београду. Сама Љубица се са децом преселила тамо око 1830, и Христић се сећао да се често играо са Миланом и Михаилом, и да су вечерали заједно. Ако би се Христић дуже задржао тамо, до куће га је пратио један чувар у конаку Спаса, који је пазио и на конак и на Милана и Михаила, који су као мали називани беговима. Филип и Милан су били и вршњаци, и имали су око 14 година када су живели у кнегињином конаку. Христић је Милана описао као благо тамнопутог дечака сјајне косе, црних широких обрва, широког носа, дебелих усана и пискавог, чак и помало крештавог гласа, ког се он јасно сећао. Глас је Милану у овом периоду и мутирао, пошто је пролазио кроз пубертет. По нарави га је Христић описивао као повученог, да је имао погнуто држање и био намрштен, али да је био добар и мио. То је у супротности са описом који је Анка Обреновић написала у свом дневнику, где је наведено да се Милан често понашао и бахато, што је и Вук Караџић написао у једном коментару свог веома дугог писма кнезу Милошу. У Анкином опису вероватно има и мало субјективности, пошто су постојале извесне симпатије између њих двоје, а и дневник потиче из периода 1838/39. Христић је навео и да је Милан имао предности у образовању и васпитању у односу на Михаила, јер је био спреман за кнеза. Милан, Михаило и Љубица су се по окончању њихове школе 1832. поново преселили у Пожаревац. Пресељење је организовао Стојан Симић по налогу кнеза Милоша.

## Опаска Вука Караџића кнезу Милошу из 1832.
У свом чувеном дугачком писму од 24. (12) априла 1832. из Земуна, Вук Стефановић Караџић је Милановом оцу кнезу Милошу замерио и то што није уписао своја два сина у школу попут Пажевског корпуса у Русији, јер су у Србији образовно и васпитно заостајали. Кнезу је саветовао да отвори 3 велике школе у Шумадији, преко Мораве и преко Колубаре, а док се оне не уреде, предлагао му је да децу пошаље у Пажевски корпус у Петрограду, или било где по Европи. У једној од многобројних напомена у свом коментару тог писма, Вук Караџић је поводом Милановог лошег васпитања записао следеће:

## Свадба сестара од стрица
Крајем 1833. његов стриц Јеврем је уговарао свадбу за своје две најстарије ћерке, Јелку и Симку, које су уједно биле и близнакиње. Јелка се удавала за земунског пивара Константина Хадију, а Симка за Јанаћа Германа, једног од браће који су држали велику радњу у Београду. Свадба је била заказана за 2. март (18. фебруар) 1834. године у Београду, а дописано је да се сестре истовремено венчавају, као што су се истовремено и родиле. Кнез Милош и млађи брат Јован Обреновић су са породицама требали да дођу на свадбу, али је  услед болести кнеза Милоша само 14-годишњи Милан отишао тамо. Јован Стејић се у писму Вуку Караџићу од 15. (3) марта 1834. дотакао и те свадбе, и потврдио је да је на њој од Обреновића, осим Јевремове фамилије, дошао само млади Милан у пратњи Алексе Симића и капетана Вула. Ни Јован Обреновић са породицом није присуствовао. Стејић је навео да не зна да ли су младе биле задовољне избором мужева, али да су на свадби деловале невеселе и болесне, што му је давало утиска да су се овом свадбом више Јеврем и Томанија удавали за породице Германа и Хадије него њихове ћерке. Сам Стејић се добро провео пошто је попио доста шампањца.

## Налет болести из 1834.
Нешто након прославе доделе ордена свом оцу, Милан је отишао у двор Обреновића у Пожаревцу, и испрва се само прехладио. Службене новине кнежевине Србије су јавиле да се Милан 9. децембра (27. новембра) прехладио и добио јаку температуру, услед које је морао да лежи. Отац Милош је из Крагујевца убрзо крануо за Пожаревац преко Свилајнца, а у конак је дошао 11. децембра (30. новембра). У другом извештају је наведено да је Миланова болест започела великом кијавицом, а ускоро је био толико у тешком стању да је морао да се причести у својој кући. Убрзо је из оба ува нешто почело та протиче, и ускоро је пао у врло тешку грозницу да је бунцао и дању и ноћу. Из Београда је доведен учени лекар Бартоломео Куниберт, али шта год да му је радио није давало никаквог ефекта. Два дана касније је запао у још горе стање, а све што је од лекова и третмана добијао није му ни ублажило стање, а камоли излечило. Службене новине су навеле да се Милан налази у безнадежном стању, и речено је да се широм Србије врше молебани у црквама за његово здравље. Кнез Милош је наредио суду да сви затвореници учествују у молитвама, и да их, независно од тога шта су урадили, пусте на слободу, уз обећање да се закуну да неће чинити више злочине.
Милан је почео да се осећа боље у ноћи између 15. и 16. (3. и 4) децембра, па је био у стању да одспава, препознао је пар лица која су га посетила, и осетио је мирис неких крема којима је био намазан због болести. Стриц Јеврем га је посетио 16. (4) децембра из Београда, а сестра Петрија је из Земуна дошла два дана касније. Из земуна је такође дошао доктор Јован Стејић, који је у Пожаревац дошао 22. (10) децембра. Лекарски конзилијум је званично саопштио да се Милан од 21. (9) децембра налази изван животне опасности, и да креће ка оздрављењу.

## Књижевни рад и пут са братом у иностранство 1838.
Милан је 1838. са француског превео једну приповетку под називом Децо, и ви ћете остарити кад вам време дође, у којој се између осталог спомиње обичај послуживања слатког са водом, што је можда најранији запис овог обичаја. У службеним новинама је написано да је Милана и Михаила њеихова мајка Љубица 27. (15) септембра 1838. отпратила у Земун у Аустрији, како би они даље продужили за иностранство. Њих је отпратило доста људи, међу којима и државни чиновници, свештенство, и њихов стриц Јеврем. Браћа су требала да зиму проведу у Темишвару, одакле би даље наставили пут негде по Европи. Двадесетог (8) октобра су у службеним новинама објављене две песме које су писане поводом њиховог пута ван земље. Једну је написао Лукијан Мушицки, а другу Владислав Стојадиновић. Поред тога је јављено да је Миланов рођендан свечано обележен у Београду уз топовску паљбу и парадирање војске. Музеј у Крагујевцу има једно писмо Милана свом оцу Милошу из овог периода, 14. октобра 1838, у коме од њега тражи да му пише, и обавештава га да му се здравље поправило.
Милан се током боравка у Темишвару поново разболео, а у Крагујевцу постоји и писмо његовог брата Михаила кнезу Милошу од 28. фебруара 1839. у коме он обавештава оца о њиховом здрављу, и наводи да је Милану боље. У службеним новинама је 20. (8) априла 1839. наведено да је Милан већ дуже време болестан у Темишвару, и да се уз њега налазе брат и мајка. Кнегиња Љубица је стално слала кнезу Милошу извештаје о Милановом здрављу, а после једног извештаја у коме је наведено да је он критично болестан, Милош је пожурио из Крагујевца за Београд, како би у Темишвар стигао да види сина последњи пут. У Београду је добио вест да је Милану боље, па није продужио за Темишвар, и одмах је наредио да се он врати у Србију како би се ту лечио.

## Кнез Србије

### Абдикација кнеза Милоша
После неуспеле Јованове буне кнез Милош се нашао у незавидном положају, и власт му је била прилично ограничена Хатишерифом Махмуда II из 1838, познатим и као Турски устав. Годину дана касније, 13. (1) јуна 1839. је Милош поднео оставку на место кнеза, наводећи болест као главни разлог, и у то име је издао два документа: Отреченије (оставка) и Уступленије (уступање), чиме је његов најстарији син Милан постао кнез. Пошто је Милош био неписмен, као доказ да су ова два документа његово дело и написана његовом вољом, млађи син Михаило је потписао и печатирао оба документа. То се конкретно наводи у последњем пасусу првог документа. После тога су њих двојица напустила Србију, а Милан је остао у држави са мајком Љубицом, и стрицем Јевремом. Због Миланове болести, направљено је Намесништво кога су чинили Аврам Петронијевић, Јеврем Обреновић и Тома Вучић Перишић, који би владали Србијом док се Милан не опорави.

### Владавина од 26 дана
После абдикације свог оца, Милан је наследио престо, међутим услед његове болести Државни савет је одлучио да састави Намесништво које ће владати до његовог оздрављења. На проширеном заседању Савета и скупштине, за намеснике су једногласно потврђени Аврам Петронијевић, Миланов стриц Јеврем Обреновић и Тома Вучић Перишић. Они су потврђени од стране султана у берату који је у Србију стигао скоро месец дана касније. Турској Порти је Савет Намесништво правдао тиме да је кнез Милан био болестан, али и тиме да кнез не може да влада док га Порта не потврди, што није било тачно. Ни у хатишерифу и берату из 1830, ни у Уставу из 1838. се не спомиње да Порта треба да потврди кнеза, нити има ограничења у виду времена кад кнез ступа на власт. Овим кораком су уставобранитељи умањили права које је кнез Милош изборио, а Љушић закључује да су се додатно потврдили Порти као одани службеници. Милан је правно гледајући могао одмах без ограничења да ступи на власт после абдикације свог оца, али је био болестан у тој мери да није могао да самостално буде на челу државе.
Иако се често спомиње да Милан због болести није био ни свестан да је постао кнез, а да је за оца и брата мислио да су на неком путу, Радош Љушић је у једном свом научном раду показао да то није тачно. Док Милан јесте био болестан у тој мери да није могао да влада, он није био критично болестан, а после оставке његовог оца, сви присутни званичници су га посетили да му честитају на томе што је постао кнез. То је и објављено у службеним новинама кнежевине Србије. После тога су Милана посетили официри на челу са "шефом регуларног воинства" Илијом Гарашанином. Гарашанин је официре представио новом кнезу речима: "Господару, дошли су официри да Вам се поклоне, и изјаве своју верност и оданост Вашој Светлости", док је Милан из кревета одговорио:
| „ | Захваљујем господи официрима на њиховој оданости, и ја од моје стране уверавам официре да ћу се старати у споразуму са совјетом да се стање официра унапреди. Ако ми бог да да скоро оздравим, зваћу Вас, господо, у Топчидер на ручак. | ” |

Јован Милићевић је био први савремени историчар који је открио да је кнез Милан био свестан да је постао кнез, а извор који потврђује да се он састао са војском и Илијом Гарашанином су биле белешке тадашњег државног саветника Младена Жујовића. Милићевић је додао да је то био први случај у историји српске монархије да је неки владар покушао да учврсти своју власт преко војске. После тог састанка му се здравствено стање мало побољшало.
О његовој преосталој владавини од 13. јуна до 8. јула 1839. нема пуно података. Не зна се да ли је још некога лично примио, али се зна да није присуствовао ниједном заседању скупштине, нити је донео и потписао иједан званични указ или пропис у своје име, чиме је једини српски владар за кога то важи. Међутим за разлику од устаљеног мишљења, он није потписао ниједан званични указ не само због своје болести, већ и због тога што се због правно погрешног тумачења државног Савета и Намесништва чекала потврда од Порте и султана да он може да ступи на власт.

### Смрт и сахрана
Преминуо је 8. јула 1839. од последица туберкулозе. Владао је само 25 дана. Уз државне почасти сахрањен је у старој цркви Светог Марка у Београду. Берат од султана Махмуда II, који је преминуо недељу дана пре њега, стигао је нешто касније после Миланове смрти, и у њему је наведено да је Милан потврђен као изборни, а не наследни кнез, што је узроковало дебату о томе ко треба да га наследи. Наместништво је на крају одабрало његовог млађег брата Михаила, који је у Србију дошао почетком следеће године.
У знак жалости за њим, Намесништво је одредило да се флор носи 40 дана при централној управи, а 20 за ниже чиновнике, и да се на сваки званични документ у следећих 40 дана удара црни печат. Истог дана када је Милан сахрањен, у Београд је стигла вест да је преминуо турски султан Махмуд II.

## Постхумно

### Достављање Берата и питање следећег кнеза
У Србију је 26. (14) августа 1839. дошла потврда новог султана Абдулмеџида I за институцију Намесништва, и Берат, односно потврда за сада већ месец дана покојног кнеза Милана. Превод Берата је објављен у службеним новинама, и гласи:
Што се самог Милана тиче, Берат је био безначајан јер је стигао месец дана након његове смрти, али он је битан из других разлога. Док је у њему наведено да Милан наслеђује престо на основу Берата из 1830, при крају првог пасуса је наведено да је Милан јединогласно и изабран за Кнеза Совјетом и свима Членовима, који народ састављају. Радош Љушић је навео да је веома карактеристично то што се истиче да је кнез изабран поред стеченог права на наследство, а нарочито то што се у овом Берату не спомиње ново право наследности кнежевске титуле. Чим је Милан умро, Намесништво и Државни савет су у објави поводом Миланове смрти навели да су признали његовог брата Михаила, који се налазио са оцем у Влашкој, за кнеза. Савет је знао да Милан због болести неће дуго живети, па су у тренутку када је Милош Обреновић напуштао земљу покушали да убеде Михаила да остане у Србији, али је он то одбио. Према једном извештају британског конзула у Србији Џорџа Лојда Хоџиза, Михаило им је одговорио: "Нека Бог поживи мог брата, нека му да добро здравље и сваку добру срећу, али ја нипошто и никад бабу оставити нећу!" На дан Миланове смрти је Намесништво писало и султану Абдулмеџиду и Михаилу, а Михаилу су рекли да су га признали за кнеза али да остане у Влашкој док од султана не добију званичну потврду. Касније су му послали још нека писма преко Алексе Симића, у којима траже да он одмах дође у Србију и чека потврду, али Михаило је био уздржан.
Пошто је питање следећег кнеза било још увек нерешено, због тога што се султан и Порта нису изјаснили, намесници су разумели да његов отац Милош намерно одуговлачи како би потенцијално обезбедио подршку да се он поново врати на чело Србије. Милошева жена Љубица и брат Јеврем су писали Милошу да пусти Михаила назад, а Љубица га је и лично посетила у Влашкој 20. септембра, али нису разговарали о наследству престола. Она је писала Алекси Симићу да није тражила сина како не би вређала кнеза, а ни у Србији нема јединства око тога ко треба да дође на њено чело, јер су неки тражили поред Милоша и Карађорђевог сина Александра, или неког зета руског цара. Симић је забележио да Милош не би пустио сина ни када би га она тражила, а поред тога Милош није хтео да пусти назад у Србију ни Љубицу. У то време је Милош јавно говорио да верује да ће због раздора у Намесништву и Савету завладати хаос и анархија, и да ће врховна управа бити приморана да зове Милоша назад на престо како би владао. Михаило је напослетку и потврђен за изборног кнеза, и био је лично код султана Абдулмеџида I ради добијања потврде, а у Србију је дошао око марта 1840.

### Накнадне сахране Обреновића и премештање гробнице 1942
После атентата на кнеза Михаила Обреновића од 10. јуна (29. маја) 1868, у старој цркви Светог Марка је сахрањена Миланова сестра од стрица Анка Константиновић. Ту је исто био сахрањен и млађи син кнеза Милана Сергеј (Сергије), који је преминуо пар дана после превременог порођаја у седмом месецу.
После Мајског преврата 29. маја 1903. су сутрадан завереници организовали сахрану убијеног краља Александра Обреновића и Драге Обреновић. Надгробна плоча кнеза Милана је била подигнута, али је постало јасно да у њу неће моћи да се сместе сандуци краља и краљице, па је на наредбу начелника министарства унутрашњих послова Ђорђа Ђорђевића отворен гроб Анке Обреновић, тетке Александровог оца Милана, и у њега су положени Александров и Драгин сандук. Око 38 година касније је 1941. за Југославију започео Априлски рат, приликом кога је погођена и црква Светог Марка. Милан Недић и Влада народног спаса су почетком 1942. одлучили да све сахрањене, међу којима је и Милан, преместе у Црква Светог Марка на Ташмајдану, где се и данас налазе.

### Судбина и анализа Павла Васића сликекњаз Милан Обреновић II на одру
Павле Васић је 1981. објавио један стручни коментар на тему слике књаз Милан Обреновић II на одру коју је 1839. усликао Јован Исаиловић млађи. Слика представља Миланову породицу, свештенство и чиновнике окупљене око њега током опела. Васић ју је оценио као дело примитивног сликара, због њене перспективе, али је одао и признање снажној реалистичкој визији једног неуобичајеног мотива, односно јединој документованој слици из дворског живота Милошевог времена која, y извесном смислу, представља пандан дворским и сличним сценама y сликарству других земаља. Ниједан српски уметник у то време није успео да уклопи 15 фигура у једној слици, а од препознатљивијих личности се поред преминулог Милана скроз лево налази највероватније Митрополит београдски Петар, у левом углу седи Јеврем Обреновић, док изнад Милана стоји његова мајка Љубица. Исајловић je један од ретких сликара који je овде приказао и експресију — унутрашња расположења представљених лица која y већини одговарају жалости. Јован и Јеврем Обреновићи изгледају такође, сваки за себе, потонули y размишљања, а Једино две жене с краја, даља родбина или дворкиње, изгледају одвојене од општег расположења. Умрли Милан je обучен y униформи официра, по Указу од 1837, a тробојно перо на калпаку носили су само књажевски ађутанти. Једини свештеник и појац изгледају апсорбовани професионалном улогом.
Осим тога, Исаиловић je врло добро разбио симетрију, групишући мушка лица на левој страни, a њима као равнотежу, остављајући целу фигуру дворкиње y живом покрету — изврстан контраст утученој и смиреној групи жена. Према Васићу, Исаиловић je насликао једно од најзанимљивијих дела из Милошеве епохе, чији недостаци су неутралисани низом других вредности. Али, ова слика има још неке елементе на које није уопште обраћена пажња. То су три слике на зиду, изнад групе жена: књаз Милош, Распеће и Милан Обреновић y грађанској ношњи. Није познато ко је сликао кнеза, па се претпоставља да je то непознати портрет који ce није сачувао. Можда би могао доћи y обзир Аксентије Јанковић, који je једини сликао књаза према за сада познатим подацима. Портрет, који je сликан после 1830, судећи по униформи књаза, одаје солидно знање, без оних грешака које je правио y то доба Урош Кнежевић, особито y перспективи еполета. На жалост, питање аутора засада остаје нерешено. Што ce тиче Распећа, оно je, вероватно, дело Арсе Теодоровића, које je књаз купио од Наума Димитријевића из Земуна, 1833. године.
Независно од њене вредности која y оно време није била оцењена по заслузи, Исајловић je имао муке око наплате хонорара, како то показују његаве молбе упућене породици Обреновић, јер су после пада књаза Милоша настале различите тешкоће. Исаиловић je био принуђен да тражи свој хонорар извесним очајним тоном, наводећи да је то био његов „крвави труд". Исаиловић ce y више махова обраћао за овај хонорар, напомињући да je насликао и реплику ове слике („пабло") за Јеврема Обреновића, који му је он сам наручио, и за ког је Исаиловић рекао да га је радио готово целу годину дана за које време најмање 70—80 портрета израдити би могао. Исаиловић ce жалио да je био „из некиј узрока презрен од бившег правленија особито од Г. Јеврема Обреновића". Није познато да ли je то било због хонорара, који je и кнегињи Љубици изгледао висок, па je тражила да га Исајловић смањи па да му „што буде најправије плате." У сваком случају, Исајловићу није било лако, јер je уложио доста рада и времена y те две слике за чији je хонорар морао да ce бори жустрим аргументима. Међутим, он je y истој молби споменуо и овоју жељу да слику литографише "као што ce y таковим обстојатељствима при високим фамилијама обично ради", па je молио кнегињу Љубицу да му она то одобри. Није познато да ли je слика била литографисана, али о томе има трага y преписци Анастаса Јовановића који ce y то време налазио y Бечу. Кнегиња Љубица je упутила Јовановићу писмо, 8. фебруара 1842, y коме му je давала упутства за литографисање Исајловићеве слике. Не види ce јасно, да ли je слику требало да литографише сам Јовановић или неки од бечких литографа. Није познато која je слика литографисана, односно која ce сада налази y Народном музеју: Љубичин оригинал или Јевремова реплика, и да ли ce оригинал разликовао y нечему од реплике.
И Миланов брат кнез Михаило је сматрао да је цена за портрет превелика, и тек после дужег погађања су се њих двојица споразумели, па je Исаиловић добио 54 уместо 107 дуката, после чега је отишао из Србије у Даљ.

## Физички опис и нарав
Филип Христић је једно време у младости проводио време са Миланом и Михаилом. Њега је митрополит Мелентије по жељи његовог оца спремао за свештенички позив, преузео је старање о њему после очеве смрти, и око 1830. га је преселио близу Љубичиног конака у Београду. Сама Љубица се са децом преселила тамо око 1830, и Христић се сећао да се често играо са Миланом и Михаилом, и да су вечерали заједно. Филип и Милан су били и вршњаци, и имали су око 14 година када су живели у кнегињином конаку. Христић је Милана описао као благо тамнопутог дечака сјајне косе, црних широких обрва, широког носа, дебелих усана и пискавог, чак и помало крештавог гласа, ког се он јасно сећао. Глас је Милану у овом периоду и мутирао, пошто је пролазио кроз пубертет. По нарави га је Христић описивао као повученог, да је имао погнуто држање и био намрштен, али да је био добар и мио. Христић је навео и да је Милан имао предности у образовању и васпитању у односу на Михаила, јер је био спреман за кнеза.
То је у супротности са описом који је Анка Обреновић написала у свом дневнику, где је наведено да се Милан често понашао и бахато, што је и Вук Караџић написао у једном коментару свог веома дугог писма кнезу Милошу. У Анкином опису вероватно има и мало субјективности, пошто су постојале извесне симпатије између њих двоје, а и дневник потиче из периода 1838/39. У једној напомени у свом чувеном писму од априла 1832. Милановом оцу кнезу Милошу, Караџић је навео да је лично присуствовао догађајима када се млади дванаестогодишњи Милан ругао и подсмевао старијим људима и чиновницима, и да је са њима терао спрдњу. Такође је навео да је Милан пружао руку чиновницима да би је пољубили, при чему их он није људски ни погледао, и претио је са 50 батина или одсецањем главе уколико се нешто није урадило по његовом.

## Наслеђе
По њему је назван Доњи Милановац, а има и две улице у Србији: једну у Бајиној Башти и једну у Крагујевцу.

## Породично стабло
|  |                           |  |  |  |  |  |  |  |  |  |  |  |  |  |  |  |
|  | 4. Теодор Михаиловић      |  |  |  |  |  |  |  |  |  |  |  |  |  |  |  |
|  |                           |  |  |  |  |  |  |  |  |  |  |  |  |  |  |  |
|  |                           |  |  |  |  |  |  |  |  |  |  |  |  |  |  |  |
|  | 2. Милош Обреновић        |  |  |  |  |  |  |  |  |  |  |  |  |  |  |  |
|  |                           |  |  |  |  |  |  |  |  |  |  |  |  |  |  |  |
|  |                           |  |  |  |  |  |  |  |  |  |  |  |  |  |  |  |
|  | 5. Баба Вишња             |  |  |  |  |  |  |  |  |  |  |  |  |  |  |  |
|  |                           |  |  |  |  |  |  |  |  |  |  |  |  |  |  |  |
|  |                           |  |  |  |  |  |  |  |  |  |  |  |  |  |  |  |
|  | 1. Милан Обреновић (кнез) |  |  |  |  |  |  |  |  |  |  |  |  |  |  |  |
|  |                           |  |  |  |  |  |  |  |  |  |  |  |  |  |  |  |
|  |                           |  |  |  |  |  |  |  |  |  |  |  |  |  |  |  |
|  | 6. Радосав Вукомановић    |  |  |  |  |  |  |  |  |  |  |  |  |  |  |  |
|  |                           |  |  |  |  |  |  |  |  |  |  |  |  |  |  |  |
|  |                           |  |  |  |  |  |  |  |  |  |  |  |  |  |  |  |
|  | 3. Љубица Обреновић       |  |  |  |  |  |  |  |  |  |  |  |  |  |  |  |
|  |                           |  |  |  |  |  |  |  |  |  |  |  |  |  |  |  |
|  |                           |  |  |  |  |  |  |  |  |  |  |  |  |  |  |  |
|  | 7. Марија Вукомановић     |  |  |  |  |  |  |  |  |  |  |  |  |  |  |  |
|  |                           |  |  |  |  |  |  |  |  |  |  |  |  |  |  |  |
|  |                           |  |  |  |  |  |  |  |  |  |  |  |  |  |  |  |

### Милошева и Љубичина грана Обреновића
Грана приказана на основу књиге Андрије Веселиновића и Радоша Љушића:
- Милош (1780/3 — 1860) и Љубица (1788—1843)
  - Петар (око 1805—1814)
  - Петрија (1808—71) и Теодор Бајић
    - 5 деце међу којима и Милош Бајић (1827—97)

  - Јелисавета (1814—48) и Теодор Николић фон Рудна
    - 5 деце међу којима и Федор (1836—1903)

  - Ана (1818)
  - Милан (1819—39)
  - Марија (1821—23)
  - Михаило (1823—68) и Јулија (1831—1919)
    - (ванбрачни) Велимир Теодоровић (1849—98)

  - Теодор (1830)

## Занимљивости
- Када је имао непуних 8 година у Пожаревцу је 4. јуна (23. маја) 1827. крстио Милана Симића, сина Алексе Симића, и том приликом му је дао своје име Милан.[18]
- По једној причи, Милосав Ресавац је поводом Милановог рођења послао његовим родитељима колевку од чистог сребра.[7]
- Кум на крштењу му је био будући митрополит београдски Мелентије, који је касније крстио и његовог брата Михаила.[8]
- Према Димитрију Давидовићу, родитељи, сродници и њему блиску су га звали Миљцо,[9] а такође и Мања.[10]
- Милан је 1838. са француског превео једну приповетку под називом Децо, и ви ћете остарити кад вам време дође, у којој се између осталог спомиње обичај послуживања слатког са водом, што је можда најранији запис овог обичаја.[38]
- Иако се често спомиње да Милан због болести није био ни свестан да је постао кнез, а да је за оца и брата мислио да су на неком путу, Радош Љушић је у једном свом научном раду показао да то није тачно. Док Милан јесте био болестан у тој мери да није могао да влада, он није био критично болестан, а после оставке његовог оца, сви присутни званичници су га посетили да му честитају на томе што је постао кнез. То је и објављено у службеним новинама кнежевине Србије.[47] Јован Милићевић је био први савремени историчар који је открио да је кнез Милан био свестан да је постао кнез, а извор који потврђује да се он састао са војском и Илијом Гарашанином су биле белешке тадашњег државног саветника Младена Жујовића. Милићевић је додао да је то био први случај у историји српске монархије да је неки владар покушао да учврсти своју власт преко војске.[47]
- И он и брат су били називани беговима када су били млади, односно Милан-бег и Михаило-бег.[9]

### Књиге и научни радови
- Веселиновић, Андрија; Љушић, Радош (2002). „Милош Теодоровић Обреновић”. Родослови српских династија. Нови Сад: Платонеум.
- Љушић, Радош (1982). Питање династије у време Првог намесништва 1839 - 1840. године (PDF). imus.org.rs. Историјски музеј Србије.
- Стефановић Караџић, Вук (1908). Вукова преписка (2. књига). Државно издање, државна штампарија Краљевине Србије.
- Стефановић Караџић, Вук (1912). Вукова преписка (6. књига). Државно издање, државна штампарија Краљевине Србије.
- Ненадовић, Константин (1884). Живот и дела Кара-Ђорђа и његови Војвода и јунака (књига II). Беч, штампарија Јована Н. Вернаја.
- Ђорђевић, Тихомир (1922). Из Србије кнеза Милоша : културне прилике од 1815 до 1839 године (PDF). Београд: Геца Кон.
- Пауновић Штерменски, Јелена (2013). Филип Христић — дипломата и политичар (1819—1905) (PDF). Београд.
- Манојловић, Мирољуб (2011). Двор и породица књаза Милоша у Пожаревцу 1825—1839. (PDF). Пожаревац: Историјски архив Пожаревац.
- Васић, Павле (1981). Судбина једне слике: књаз Милан Обреновић II на одру (PDF). Београд: Републички завод за заштиту споменика културе.
- Перић, Ђорђе (2009). Слатко и вода (успомени кнежевића Милана М. Обреновића) (PDF).

### Новине
- „Пожаревац и Крагујевац 7. Октоврија”. Српске новине. Београд. 13. октобар 1834. Приступљено 5. децембар 2023. „Вест на другој половини десне колоне.”
- „Сербија”. Српске новине. Београд. 9. октобар 1837. Приступљено 5. децембар 2023.
- Јанковић, Зорица (20. август 2009). „Владао Србијом 26 дана - 170 година од смрти кнеза Милана”. Време. Београд. Приступљено 8. децембар 2023.
- „Сербија - Крагујевац 12. Фебруарија”. Српске новине. Београд. 17. фебруар 1834. Приступљено 15. децембар 2023.
- „Знаменити Срби - Милан А. Симић”. Српске илустроване новине. 1. јануар 1881. Приступљено 16. децембар 2023. „Вест на десној колони.”
- „Сербија”. Српске новине. Београд. 1. децембар 1834. Приступљено 27. децембар 2023.
- „Сербија”. Српске новине. Београд. 8. децембар 1834. Приступљено 27. децембар 2023.
- „Сербија”. Српске новине. Београд. 15. децембар 1834. Приступљено 27. децембар 2023.
- „Сербија”. Српске новине. Београд. 17. септембар 1838. Приступљено 3. јануар 2024.
- „Сербија”. Српске новине. Београд. 8. октобар 1838. Приступљено 3. јануар 2024.
- „Сербија”. Српске новине. Београд. 8. април 1839. Приступљено 3. јануар 2024.
- „Сербија”. Српске новине. Београд. 19. август 1839. Приступљено 3. јануар 2024.
- Зец, Стеван (11. фебруар 1995). „Ни мртвима им нису дали мира!”. Борба. Београд. Приступљено 3. јануар 2024.

### Интернет странице
- Марушић, Александар; Боловић, Ана (2014). Обреновићи у музејским и другим збиркама Србије II (PDF). Горњи Милановац: Музеј рудничко-таковског краја. ISBN 978-86-82877-56-1.
- „Radovi u ulici Kneza Milana Obrenovića”. bajinabasta.rs. 3. октобар 2017. Приступљено 6. јануар 2024.
- „Милана II Обреновића, Крагујевац, Град Крагујевац”. srpski-ulice.openalfa.com. Приступљено 6. јануар 2024.